# Scarborough (Maine, város)
Scarborough város az USA Maine államában, Cumberland megyében. Lakosainak száma 22 135 fő (2020. április 1.).

## Népesség
A település népességének változása:

| 2010 | 18 919 |
| 2020 | 22 135 |